# 馬拉維孔雀鯛
馬拉維孔雀鯛，為輻鰭魚綱鱸形目隆頭魚亞目慈鯛科的其中一種，分布於非洲馬拉威湖流域，棲息深度3-30公尺，為特有種，體長可達11公分，棲息在沙底質水域，以小型無脊椎動物為食，可做為觀賞魚。

## 擴展閱讀
維基物種上的相關：馬拉維孔雀鯛